# Захариха (Московская область)
Захариха — деревня в Раменском муниципальном районе Московской области. Входит в состав сельского поселения Заболотьевское. Население — 96 чел. (2010).

## География

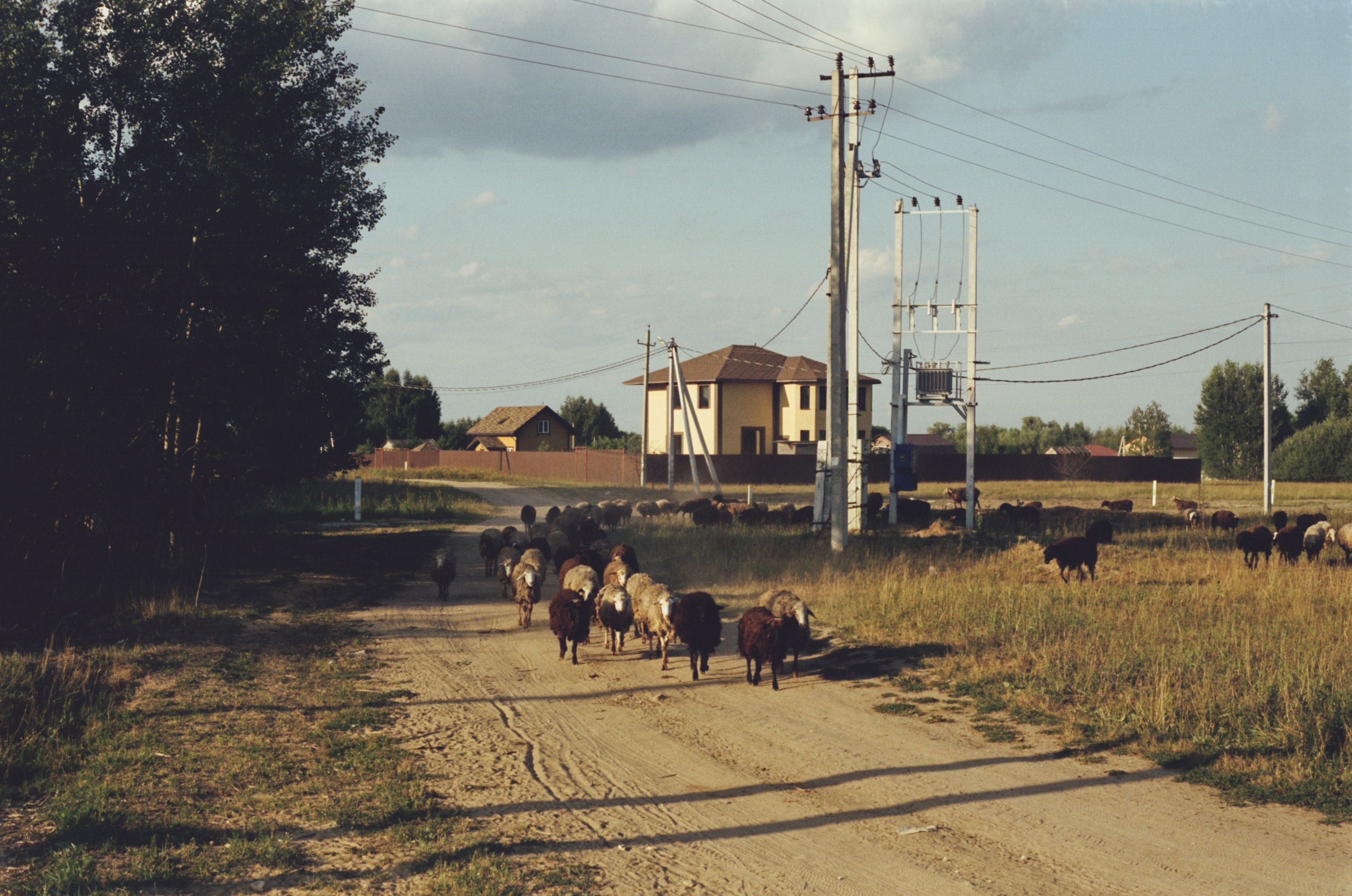
Вид на крайние дома деревни Захариха с юга, овцы с фермы в деревне (2021)

Деревня Захариха расположена в центральной части Раменского района, примерно в 8 км к югу от города Раменское. Высота над уровнем моря 119 м. В 1,5 км к западу от деревни протекает река Москва. В деревне 2 улицы — Дачная и Старомосковская. Ближайший населённый пункт — деревня Рыбаки. К деревне подходят асфальтовая и песчаная дороги. Автобус в деревню не заходит.

## История
В 1926 году деревня являлась центром Захаринского сельсовета Велинской волости Бронницкого уезда Московской губернии.
С 1929 года — населённый пункт в составе Раменского района Московского округа Московской области.
До муниципальной реформы 2006 года деревня входила в состав Заболотьевского сельского округа Раменского района.
В 2020 году деревня Захариха газифицирована, Мособлгаз проложил газопровод длинной в 8,35 километра.

## Население
| 1926 | 2002 | 2010 |
| ---- | ---- | ---- |
| 521  | ↘109 | ↘96  |

В 1926 году в деревне проживало 521 человек (236 мужчин, 285 женщин), насчитывалось 97 крестьянских хозяйств. По переписи 2002 года — 109 человек (47 мужчин, 62 женщины).